# Cerkev sv. Jožefa, Slovenska Bistrica
Cerkev sv. Jožefa stoji nad Slovensko Bistrico, na majhni
vzpetini, ki se zlagoma spušča s Pohorja.

## Zgodovina
Zemljišče za cerkev je 1744 kupil domači župnik Maks Lederer. Cerkev so postavili med letoma 1745 in 1757 po načrtih mariborskega arhitekta Hofferja. Že kmalu po dograditvi je postala ena izmed priljubljenih božjih poti na Slovenskem.
Po zapisih o vizitaciji iz leta 1756 je znano, da je bila cerkev sicer že dograjena, ni pa bila še posvečena. Imela je samo glavni oltar. Že takrat je bila cerkev romarska. Na god sv. Jožefa, 19. marca, je bil obiskovalcem cerkve s papeško bulo podeljen popoln odpustek.
Nad glavnim vhodom v cerkev je napis: Ite ad Joseph 1757, ki potrjuje, da je bila cerkev tega leta v glavnem pozidana. Leta 1760 je vizitator zapisal, da cerkev obiskuje veliko romarjev in da gradnja lepo napreduje. Iz istega vira je razvidno, da je bila cerkev 1773 že lepa in dobro oskrbljena, vendar pa vsi oltarji še niso bili dokončani. Zvonika sta bila dodana šele leta 1812. Nazadnje je bila cerkev obnovljena 1984, ko so prekrili zakristijo in popravili fasado.
Streha, ki sledi ovalnemu tlorisu stavbe in je napravljena iz pohorskega skrilja, ter drugi deli cerkve so ohranjeni v prvotni obliki, kar ji daje še posebno spomeniško vrednost.

## Arhitektura
Stavba je dolga 31,5 m ter široka in visoka 12,5 m. Oblikovana je v živahnem baročnem slogu. Odlikuje se po izjemni tlorisni in prostorski razgibanosti, ter se uvršča med t. i. »sladkogorske stavbne tipe«.
Zunanjost cerkve tvorijo ladja ovalnega tlorisa, ki se širi v stranski kapeli, plitev ovalni prezbiterij in dva nizka zvonika pred vhodno fasado. Fasade so močno razgibane z gredami in pilastri, trikotnim čelom in polkrožnimi nišami. Notranjost je v osnovi štirilist, katerega osrednji prostor pokriva kupola. Na severni strani je poleg oltarja prizidana zakristija, nad katero je zelo prostoren oratorij. Cerkvena ladja je zidana v obliki kupole, svetla in prostorna. V zadnjem delu ladje je prostoren kor. Stranskih kapel ni. Tlak je napravljen iz pravilnih kvadratnih plošč »pohorskega marmorja«

## Glavni oltar
Glavni oltar je delo mariborske delavnice mojstra Strauba. Postavljen je bil med letoma 1757 in 1758. Ker je Straub 1756 umrl, je verjetno, da ga je mojster samo zasnoval, medtem ko ga je najverjetneje dokončal njegov učenec Jožef Holzinger. Dragocena je oltarna slika smrti sv. Jožefa, ki je delo ljubljanskega slikarja Metzingerja. Ob oltarni sliki med stebri stojijo štiri figure nadnaravn velikosti, kipi dveh bibličnih zakonskih parov: sv. Ane in sv. Joahima ter sv. Elizabete in sv. Zaharije.

## Stranski oltarji
Stranski oltarji v baročnem vzdušju Jožefove cerkve zavzemajo pomembno mesto. Dva manjša sta ob slavoloku in dva večja v ladji. Vse slike so delo slovenjgraškega slikarja Straussa iz let 1769 do 1774. Iz Sloven Gradca
najbrž izvira tudi kiparska oprema teh oltarjev in sicer iz delavnice Janeza Jurija Mersija.

## Prižnica
Prižnica je iz začetka 18. stoletja, torej starejša od cekve; sem so jo prinesli od drugod. najverjetneje iz župnijske cerkve sv. Jerneja.